# Años 530 a. C.
Los años 530 antes de Cristo transcurrieron entre los años 539 a. C. y 530 a. C. 

## Acontecimientos
- 539 a. C.: 
  - Babilonia cae bajo el poder de los persas, cuyo imperio, el mayor del mundo hasta entonces, abarca desde el Mediterráneo hasta India.[1]
  - Ciro II el Grande conquista Babilonia, derrotando a Nabonido.
- 538 a. C.: los judíos llevados a Babilonia reciben permiso para regresar a Jerusalén, acabando así el cautiverio de 49 años en Babilonia desde la caída de Jerusalén en el año 18 de Nabucodonosor, 60 años desde el primer gran destierro del año 7 de Nabucodonosor, 44 años desde el tercer gran destierro en el año 23 de Nabucodonosor y 67 años desde la deportación de Daniel y otros nobles judíos en el año de ascenso de Nabucodonosor.
- 537 a. C.: Los judíos ponen los cimientos del nuevo templo de Jerusalén en el año segundo de Ciro. Josefo escribe en su obra CONTRA APION que desde la destrucción del templo hasta el permiso para la reconstrucción (refiriéndose a la puesta de sus cimientos) en el año segundo de Ciro, pasaron exactamente 70 años. (contra Apión 133)
- 536 a. C.: según la tradición, el profeta bíblico Daniel recibe una visita angelical.[2]
- 535 a. C.: 
  - En la colonia focense de Alalia se libra la batalla naval de Alalia. Las flotas etrusca y cartaginesa derrotan a la griega.
  - Es esculpida La delicada, que representa a una muchacha vestida en la que se acentúan los principales rasgos del cuerpo; es un ejemplo representativo del final del periodo del arte arcaico griego.[1]
- 535-520 a. C.: en este periodo se produce el declive económico de la zona de Huelva. Va desapareciendo la presencia griega en la Tartéside. En los conflictos entre griegos y cartagineses, aparecen mencionados mercenarios iberos.
- 534 a. C.: en la Antigua Roma, tras el asesinato de Servio Tulio, Lucio Tarquinio el Soberbio se convierte en el séptimo rey de Roma.
- 534 a. C.: en la Antigua Atenas se instituyen concursos de tragedia en las fiestas dionisias urbanas.
- 532 a. C.: Siddharta Gautama, Buda, abandona a su familia para entregarse a la meditación; una noche, sentado al pie de una higuera, experimenta la iluminación y el conocimiento de las cuatro santas verdades sobre las miserias humanas y la forma de superarlas.[1]
- 530 a. C.: 
  - En Persia, Cambises II sucede a Ciro como rey.
  - La guerra entre los dioses y los gigantes, en el recién construido santuario de Apolo en Delfos, es una de las primeras muestras de los relieves de batallas.[1]

## Personas destacadas
- 539-538 a. C.: fallece Nabonido, último rey de Babilonia.
- 535 a. C.: nace Heráclito de Éfeso, filósofo griego .
- 531 a. C.: fallece Lao-Tsé, fundador del taoísmo.